# Königin-Marie-Land
Koordinaten: 66° 45′ S, 96° 0′ O

Queen Mary Land als Distrikt des Australischen Antarktisterritoriums

Das Königin-Marie-Land (engl. Queen Mary Land oder Queen Mary Coast) ist ein Gebiet an der Küste des Australian Antarctic Territory, welches zwischen dem Kaiser-Wilhelm-II.-Land im Westen und dem Wilkesland im Osten liegt. An der Küste erstreckt es sich vom  Kap Filchner (91° 54′ O) bis zum Kap Hordern (100° 30′ O). Entdeckt wurde es im Februar 1912 im Rahmen der Australasiatischen Antarktisexpedition (1911–1914) unter Leitung von Douglas Mawson, der es nach Maria von Teck, der Gemahlin des britischen Königs George V., benannte. An seiner Küste liegt das Shackleton-Schelfeis.